# 2001 KH76
2001 KH76, também escrito como 2001 KH76, é um objeto transnetuniano (TNO) que está localizado no cinturão de Kuiper, uma região do Sistema Solar. Ele é classificado como um cubewano. O mesmo possui uma magnitude absoluta de 6,8 e tem um diâmetro com cerca de 192 km.

## Descoberta
2001 KH76 foi descoberto no dia 22 de maio de 2001 pelo astrônomo Marc W. Buie.

## Órbita
A órbita de 2001 KH76 tem uma excentricidade de 0,121 e possui um semieixo maior de 46,059 UA. O seu periélio leva o mesmo a uma distância de 40,490 UA em relação ao Sol e seu afélio a 51,627 UA.